# Lilium 'Miss Feya'
Lilium 'Miss Feya' — сорт лилий из группы ОТ-гибриды VIII раздела по классификации третьего издания Международного регистра лилий.

## Биологическое описание
Высота растений около 90 см.
Листья тёмно-зелёные, длина 19,5 см, ширина 6,7 см.
Диаметр цветка около 24 см.
Лепестки тёмно-пурпурно-красные с краями белого цвета. Горло тёмно-пурпурно-красное. Центральная жилка от светло- до тёмно-зелёного цвета. Сосочки тёмно-фиолетовые. Края лепестков гофрированные, изогнутые, длина 12 см, ширина 5,4 см.
Пыльца тёмно-коричневая.
От сортов 'Red Reflex' и 'Black Beauty' хорошо отличается большими размерами цветков.

## В культуре
Зоны морозостойкости: 4—8.
В Московской области с середины сентября до устойчивых заморозков рекомендуется укрывать посадки полиэтиленовой плёнкой для защиты от чрезмерных осадков. Подсушенная таким образом почва — основа правильной зимовки ОТ-Гибридов в средней полосе России. Необходимы 3—4 подкормки минеральными удобрениями с начала периода распускания листьев до цветения. Навоз применять не рекомендуется.
Почву, особенно в Центрально-Чернозёмной области и южнее, желательно мульчировать. На зиму посадки рекомендуется укрывать хвойным опадом.